# بزوغ (تصوير)

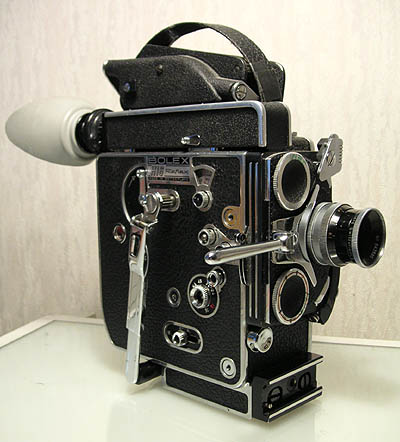
كاميرة تصوير

البزوغ (بالإنكليزية: fade in) هو ظهور تدريجي للصورة، يتلو درجة الإظلام التام، وتظهر معه معالم الصورة شيئاً فشيئاً، حى تكتمل الرؤية وتتضح الصورة تماما، وتستخدم هذه الطريقة عادة في بداية التصوير، أو بدء مرحلة جديدة من مراحله، وهي تعني الانتقال أو التغير في الزمان أو المكان، في المدى البعيد. أما نظهيرها فيُسمَّى أُفول (بالإنكليزية: fade out) وفيه تختفي الصورة تدريجيًا حيث تبدأ في الصورة من درجة الإضاءة الكاملة ثم تضعف شيئًا فشيئًا حتى تتلاشى.